# Zbigniew Jagiełło
Zbigniew Jagiełło (ur. 23 stycznia 1964 w Strzelinie) – polski bankowiec, menedżer, strateg, innowator; twórca innowacyjnego systemu płatności Blik, w latach 2009–2021 prezes PKO Banku Polskiego, członek Rady Związku Banków Polskich (2010–2021).

## Życiorys
Absolwent Liceum Ogólnokształcącego im. Marii Skłodowskiej-Curie w Strzelinie (1983). Ukończył studia na Wydziale Informatyki i Zarządzania Politechniki Wrocławskiej (1990) oraz Executive MBA Uniwersytetu Gdańskiego i Rotterdam School of Management (2005).
W czasach PRL działacz Solidarności Walczącej.
W drugiej połowie lat 90. ubiegłego wieku m.in. jako wiceprezes Zarządu współtworzył PKO/Credit Suisse TFI SA.
W latach 2000 – 2009 pełnił funkcję prezesa Zarządu Pioneer Pekao TFI S.A., a od 2006 r. także dyrektora dystrybucji Pioneer Investments w regionie Europy Centralnej i Wschodniej (CEE).
Prezes zarządu PKO Banku Polskiego w latach 2009-2021. Za jego kadencji PKO BP stał się liderem polskiej bankowości oraz awansował na pierwsze miejsce na liście najwyżej wycenianych polskich spółek notowanych na Giełdzie Papierów Wartościowych w Warszawie. 
Twórca transformacji technologicznej PKO Banku Polskiego, która pozwoliła zarządzanej przez niego spółce osiągnąć pozycję lidera bankowości mobilnej w kraju z 25 proc. udziałem w rynku. Autor książki „Od Skarbonki do Chmury o historii transformacji PKO Banku Polskiego. Pomysłodawca powołania Operatora Chmury Krajowej.
Inicjator i współtwórca Polskiego Standardu Płatności Blik.
Członek Rad Nadzorczych Polskiego Standardu Płatności Blik, Asseco International (Słowacja), Asseco Cloud, Asseco Data System, MCI Capital, EkoEnergetyka Polska S.A., PrivatBank (Ukraina). Pełnił również m.in. funkcję przewodniczącego Rady Izby Zarządzających Funduszami i Aktywami. Był członkiem Rady Związku Banków Polskich oraz organizacji Institut International D’Études Bancaires zrzeszających międzynarodowe środowisko bankowe.
Od 2020 do 2024 roku Wiceprzewodniczący Rady Doradczej Politechniki Wrocławskiej.
Od 2021 roku Członek Rady Doradczej Akademii Leona Koźmińskiego oraz Członek Rady Doradczej Association of Business Services (ABSL) (SSC - Centra Usług Wspólnych, BPO - Outsourcing Procesów Biznesowych, outsourcing IT, centra R&D).
Laureat licznych nagród i wyróżnień, m.in. został odznaczony przez prezydenta RP Krzyżem Oficerskim Orderu Odrodzenia Polski oraz Medalem Solidarności Społecznej za propagowanie idei społecznej odpowiedzialności biznesu.

### Przebieg kariery
- 1990 – 1994: Prezes Reverentia sp. z o.o.[31]
- 1995 – 1996: Menedżer Regionalny w Pioneer Pierwszy Polski Fundusz Powierniczy[32]
- 1996 – 2000: Wiceprezes Zarządu / Dyrektor ds. Sprzedaży i Dystrybucji oraz współtwórca PKO / Credit Suisse TFI S.A.[33]
- 2001 – 2009: Prezes Zarządu Pioneer Pekao TFI S.A.[34]
- 2004 – 2010: Członek oraz Przewodniczący Rady Izby Zarządzających Funduszami i Aktywami[35]
- 2009 – 2021: CEO / Prezes Zarządu PKO Banku Polskiego[36]
- 2021 – obecnie: Członek Rady Nadzorczej spółki Polski Standard Płatności - Operatora płatności bezgotówkowych Blik[37][38]
- 2021 – obecnie: Członek Rady Nadzorczej Asseco International, Asseco Cloud, Asseco Data System[39]
- 2022 – obecnie: Przewodniczący Rady Nadzorczej MCI Capital[40]
- 2022 – obecnie: Członek Rady Nadzorczej EkoEnergetyka - Polska S.A.[41]
- 2023 – obecnie: Członek Rady Nadzorczej ukraińskiego PrivatBank[42]

### Lider
Odpowiedzialny m.in. za wzmocnienie pozycji PKO BP w Polsce i regionie Europy Środkowo-Wschodniej oraz dostosowanie banku do wymogów konkurencyjnego rynku finansowego.
Przeprowadził transformację cyfrową, która przekształciła PKO BP w firmę technologiczną z licencją bankową. Inicjator Chmury Krajowej ze strategicznym porozumieniem z Google i Microsoft, które oferowały najnowocześniejsze rozwiązania w chmurze dla polskich przedsiębiorstw. Aplikacja mobilna IKO dwukrotnie, w 2018 i 2019 roku, zwyciężyła w rankingu Retail Banker International obejmującym aplikacje mobilne banków z całego świata. Za jego kadencji otwarte zostały zagraniczne oddziały PKO BP w Niemczech, Czechach i na Słowacji.
Na stanowisku Prezesa Zarządu PKO Banku Polskiego zasiadał od października 2009 do czerwca 2021. Gdy odchodził, pracownicy żegnali go owacjami na stojąco. Rezygnację ze stanowiska Prezesa Zarządu PKO BP Zbigniew Jagiełło złożył 11 maja 2021 roku, co wywołało natychmiastową reakcję inwestorów. Kapitalizacja banku na GPW spadła w ciągu jednego dnia o 7.18% tj. o 3.3 mld zł.

### InicjatorBlika
Jest pomysłodawcą i współtwórcą systemu płatności mobilnych Blik. System powstał na bazie rozwiązania z aplikacji mobilnej IKO PKO BP w ramach unikalnego na skalę świata modelu współpracy największych banków, które za namową Zbigniewa Jagiełły zdecydowały się na budowę wspólnego, jednolitego rozwiązania dla klientów bankowości mobilnej. Blik stał się standardem płatniczym w Polsce, a w 2023 roku zadebiutował w Rumunii oraz na Słowacji. W 2024 roku szacunkowa wycena tego rozwiązania szacowana jest na około 1 mld euro.

### Działacz Solidarności
W czasach PRL działacz Solidarności Walczącej. Wiosną 1982 wraz z Dariuszem Kędrą był współinicjatorem powołania Młodzieżowego Ruchu Oporu „Solidarności” (MROS); uczestnik demonstracji i starć z ZOMO na ulicach Wrocławia, m.in. 31 sierpnia 1982, kiedy wraz z innymi członkami MROS stawiał zorganizowany, czynny opór atakującym manifestantów siłom milicyjnym. Od grudnia 1982 redaktor, drukarz i współorganizator kolportażu niezależnego pisma MROS „Wolna Polska”. W marcu 1983 współorganizator, popartej przez SW, opozycyjnej demonstracji we Wrocławiu, zaatakowanej przez ZOMO, uczestnik towarzyszącej manifestacji akcji ulotkowej. W 1984 współorganizator podziemnej struktury, która wydawała niezależne pismo „Solidarność Młodzieży”, redaktor, drukarz i kolporter pisma. W 1985 inicjator przystąpienia MROS do SW i przekształcenia organizacji w Młodzieżowy Ruch Oporu Solidarności Walczącej. Od 1985 działacz podziemnych struktur SW; autor publikacji w niezależnych wydawnictwach, współorganizator i koordynator pracy siatki podziemnych drukarni, współtwórca nowych ogniw SW. Od 1988 członek Komitetu Wykonawczego SW i współredaktor głównego wydania niezależnego dwutygodnika „Solidarność Walcząca”.

## Odznaczenia i nagrody

### Ordery i odznaczenia
- 2007: Krzyż Oficerski Orderu Odrodzenia Polski (za wybitne zasługi w działalności na rzecz odzyskania niepodległości)[68]
- 2010: Krzyż Solidarności Walczącej (dla upamiętnienia wysiłku członków i współpracowników Solidarności Walczącej oraz osób szczególnie zasłużonych w walce o „Wolność i Solidarność między ludźmi i narodami”)[69][70]
- 2016: Krzyż Wolności i Solidarności[71]

### Nagrody i wyróżnienia
- 2007: Orzeł „Rzeczpospolitej”[72]

- 2007: Tytuł „Lidera Polskiego Biznesu 2007” w konkursie Business Center Club[73]
- 2008: Medal Solidarności Społecznej za propagowanie idei społecznej odpowiedzialności biznesu[74]
- 2011: Tytuł "Prezesa Roku 2011" nadany przez Gazetę Giełdy Parkiet[75]
- 2011: „Super Wektor 2011”, nagroda przyznawana przez Kapitułę Pracodawców RP[76]
- 2011: „Złoty Bankier” w kategorii Osobowość Roku 2011[77][78][79]
- 2011: Tytuł "Bankowego Menedżera Roku" w konkursie Gazety Bankowej[80][81]
- 2012: Nagroda specjalna Miesięcznika Finansowego Bank dla Innowatora w sektorze bankowym[82]
- 2012: Wyróżnienie w konkursie „TOP 20 Najlepszych Menedżerów w Polskiej Gospodarce” Magazynu Bloomberg Businessweek Polska[83]
- 2012: Miejsce w „Złotej 10” najbardziej skutecznych prezesów oraz w zestawieniu „10 TOP Profesjonalistów”[84]
- 2012: Nagroda specjalna „Innowator Sektora Bankowego” Miesięcznika Finansowego BANK[85]
- 2013: Tytuł „Człowieka Roku 2013” miesięcznika Brief[86][87]
- 2013: „Wizjoner Finansów” Dziennika Gazety Prawnej za wkład w rozwój sektora finansowego w Polsce[88]
- 2014: Wyróżnienie w konkursie „25 Najcenniejszych Menedżerów Świata Finansów” Gazety Finansowej[89]
- 2014: Tytuł "Bankowego Menedżera Roku" w konkursie Gazety Bankowej[90][91]
- 2014: Wyróżnienie w konkursie „TOP 20 Najlepszych Menedżerów w Polskiej Gospodarce” Magazynu Bloomberg Businessweek Polska[92]
- 2015: Medal za wspieranie rozwoju samorządności i przedsiębiorczości gospodarczej przyznany przez Krajową Izbę Gospodarczą[93]
- 2015: Statuetka eDukata za wizję rozwoju płatności bezgotówkowych w kraju i skuteczne zbudowanie koalicji ponad podziałami konkurencyjnymi przyznana przez Fundację Rozwoju Obrotu Bezgotówkowego[94]
- 2015: Tytuł „Najbardziej pro-marketingowego prezesa” przyznany przez serwis branżowy Mediarun.com[95][96]
- 2015: Nagroda w kategorii Outstanding CEO Philanthropist w konkursie Responsible Business Awards[97][98][99]
- 2015: Wyróżnienie w konkursie „TOP 20 Najlepszych Menedżerów w Polskiej Gospodarce” Magazynu Bloomberg Businessweek Polska[100]
- 2016: Tytuł "Bankowego Menedżera Roku" w konkursie Gazety Bankowej[101][102]
- 2017: Nagroda Lesława A. Pagi za wkład w rozwój polskiej gospodarki i promocję wysokich standardów działania rynku finansowego w Polsce[103]
- 2018: Nagroda dla "Najskuteczniejszych prezesów 2017" w kategorii WIG20 w rankingu redakcji Harvard Business Review Polska[104]
- 2018: „Super Wektor 2018”, nagroda przyznawana przez Kapitułę Pracodawców RP[105][106][107]
- 2018: „Polski Kompas 2018” za stworzenie najnowocześniejszego technologicznie banku w Polsce[108]
- 2018: Nagroda „Digital Shapers” w kategorii transformacja cyfrowa za wkład w rozwój gospodarki cyfrowej w Polsce[109]
- 2019: Tytuł "Bankowego Menedżera Roku"w konkursie Gazety Bankowej[110][111]
- 2019: "Osobowość Roku" w konkursie Złoty Laur „Super Biznesu”[112][113][114]
- 2019: "Wizjoner Finansów" w konkursie „Liderzy Świata Bankowości i Ubezpieczeń” za kreowanie innowacji, które służą sektorowi bankowemu, krajowej gospodarce, przedsiębiorczości oraz społeczeństwu[115]
- 2019: Tytuł najbardziej wartościowego prezesa wśród szefów spółek giełdowych w rankingu publikowanym przez Rzeczpospolitą[116]
- 2019: Nagroda specjalna „Osobowość 25-lecia Gazety Giełdy i Inwestorów Parkiet" za dokonania w branży finansowej oraz wkład w rozwój rynku kapitałowego[117]
- 2019: Nagroda Telewizji Republika w kategorii „Biznes”[118]
- 2020: Laureat plebiscytu BrandMe CEO organizowanego przez miesięcznik Forbes pod hasłem „Lider w czasach (wymuszonej) transformacji” za styl i strategię zarządzania oraz ich efekty, przestrzegane wartości i odwagę w podejmowaniu ryzyka i dokonywaniu nieoczywistych wyborów[119][120][121]
- 2020: "Finansista Roku 2019" w plebiscycie Gazety Finansowej[122]
- 2020: Nagroda Gospodarcza Szkoły Głównej Handlowej w Warszawie[123][124][125]
- 2020: Nagroda "Wizjonera Rynku" w rankingu IT@Bank Miesięcznika Finansowego BANK[126][127][128]
- 2021: Tytuł "Człowieka Roku" według money.pl za wieloletnią stabilizację polskiego sektora bankowego[129][130][131]